# 잠실 롯데캐슬골드
롯데캐슬골드(영어: Lotte Castle Gold)는 대한민국 서울특별시 송파구 신천동에 위치한 아파트이다. 2002년에 착공하여 2005년 12월에 완공하였다.

## 부동산 퇴출 서명운동
제2롯데월드 근처 주민들이 부동산 퇴출을 요구했지만 일부 주민들은 거절을 했다.

## 대중문화
- 2013년 - 별에서 온 그대에 나온다.
- 2016년 - 마스터에 나온다.

## 갤러리

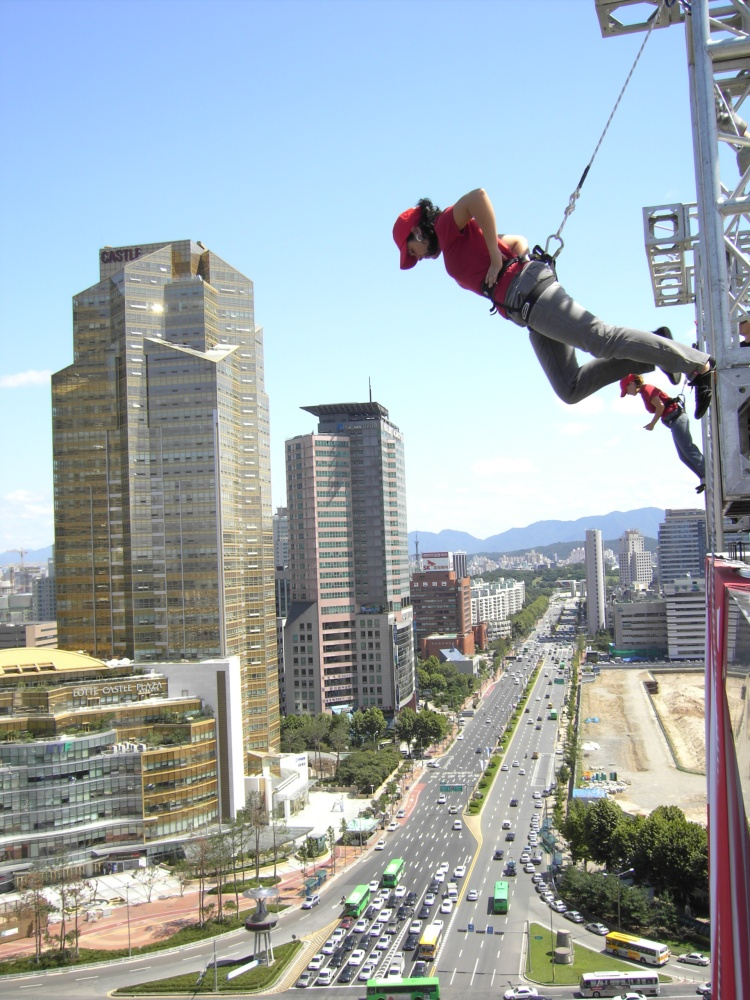
2006년 8월 18일
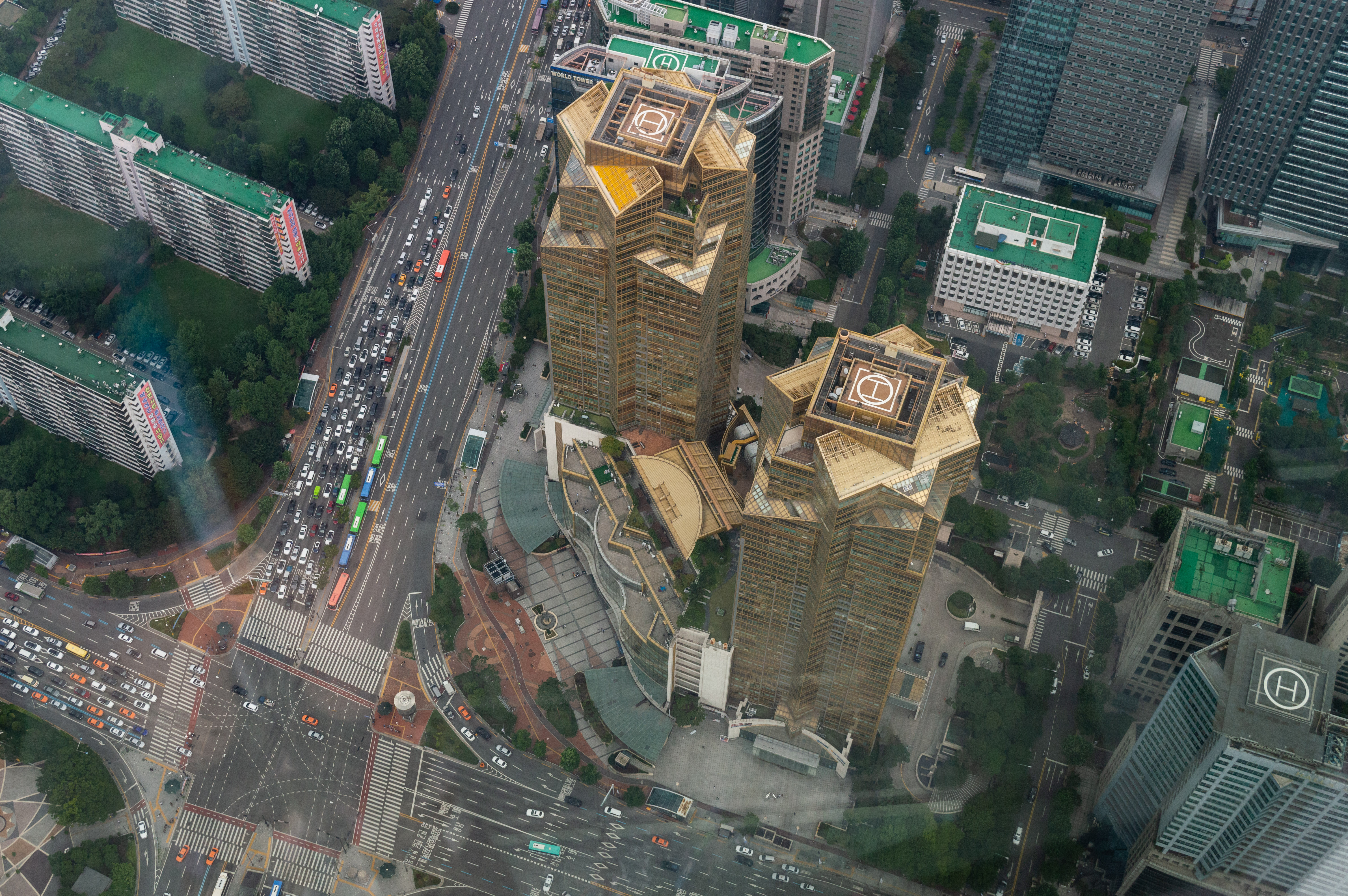
2019년 7월 30일

## 같이 보기
- 서울 송파구의 마천루 목록